# John Heffernan
Pour les articles homonymes, voir Heffernan.
John Heffernan, né le 30 juin 1981 à Billericay, dans l'Essex, est un acteur britannique.
Il a travaillé avec l'English Touring Theatre, la Royal Shakespeare Company (RSC) et le National Theatre, tenant les rôles principaux dans Édouard II au National Theatre et Oppenheimer avec le RSC.

## Biographie
John Heffernan naît à Billericay, dans l'Essex (Angleterre)
Il travaille comme ouvreur au Théâtre National. Il est apparu à l'écran dans de nombreux rôles, notamment celui de Henry Lascelles dans l'adaptation par la BBC du roman de Susanna Clarke, Jonathan Strange & Mr Norrell, celui de Jaggers dans Dickensian et celui de Steven Rose dans la quatrième série de Luther. En 2017, il joue John Grigg, 2e baron Altrincham, dans un épisode de la série Netflix The Crown. Il a également joué le rôle de Nine pour Big Finish, dans les box set Doom Coalition et Ravenous de Doctor Who. Il revient au Théâtre National en 2022 pour jouer le rôle principal aux côtés de Katherine Parkinson dans une nouvelle production de Beaucoup de bruit pour rien mise en scène par Simon Godwin.

## Filmographie

### Film
- 2013 : Having You : Dr Matthew Jenson
- 2015 : Eye in the Sky : le major Howard Webb
- 2017 : La Maison biscornue  : Laurence Brown  (téléfilm)
- 2019 : Official Secrets : James Welch
- 2019 : Forget Me Not : Jack
- 2020 : Miss Révolution : Gareth Stedman Jones
- 2020 : The Duke : Neddie Cussen
- 2020 : Banishing : La Demeure du mal : Linus Forster

### Télévision
| Années    | Titre                          | Rôle                          | Notes                              |
| --------- | ------------------------------ | ----------------------------- | ---------------------------------- |
| 2008      | King Lear                      | Oswald                        | téléfilm                           |
| 2012      | The Hollow Crown               | Francis                       | 2 épisodes                         |
| 2013      | Murder on the Home Front       | Wilfred Zeigler               | épisode : "Part 1"                 |
| 2013      | Love and Marriage              | Ashley Roehampton             | 6 épisodes                         |
| 2014      | Outlander                      | Brigadier General Lord Thomas | épisode : "The Garrison Commander" |
| 2014      | Ripper Street                  | Ronald Capshaw                | 2 épisodes                         |
| 2015      | Sons of Liberty                | Governor's Aide               | 3 épisodes                         |
| 2015      | Foyle's War                    | James Griffin                 | épisode : "Trespass"               |
| 2015      | Jonathan Strange et Mr Norrell | Henry Lascelles               | 7 épisodes                         |
| 2015      | Luther                         | Steven Rose                   | 2 épisodes                         |
| 2015–2016 | Dickensian                     | Jaggers                       | 13 épisodes                        |
| 2017      | The Loch                       | Dr. Simon Marr                | 6 épisodes                         |
| 2017      | The Crown                      | Lord Altrincham               | épisode : "Marionettes"            |
| 2018      | Collateral                     | Sam Spence                    | 4 épisodes                         |
| 2019      | Brexit: The Uncivil War        | Matthew Elliott               | téléfilm                           |
| 2020      | Dracula                        | Jonathan Harker               | mini-série télévisée               |
| 2021      | The Pursuit of Love            | Davey                         | 3 épisodes                         |
| 2022      | Becoming Elizabeth             | Duke of Somerset              | 8 épisodes                         |
| 2023      | A Ghost Story for Christmas    | Sherlock Holmes               | épisode : "Lot No. 249"            |
| 2024      | A Gentleman in Moscow          | "The Bishop" Leplevsky        | 8 épisodes                         |
| 2024      | This Town                      | Commander Bentley             | 5 épisodes                         |

## Récompenses et distinctions
- (en) John Heffernan: Awards, sur l'Internet Movie Database